# انتخابات الرئاسة السنغالية 2012
انتخابات الرئاسة السنغالية 2012 هي الانتخابات الرئاسية التي جرت في 2012، في السنغال، لانتخاب رئيس السنغال، فاز بالانتخابات ماكي سال.